# Michael Michai Kitbunchu
Michael Michai Kitbunchu (25 de gener de 1929) és un cardenal tailandès de l'Església Catòlica. Serví com a arquebisbe de Bangkok entre 1973 i 2009, sent elevat al Col·legi Cardenalici al 1983. Va ser el primer tailandès en rebre el capell escarlata.

## Biografia
Michael Kitbunchu va néixer a Samphran, un districte de la província de Nakhon Pathom, una família d'orígens xinesos. Estudià al seminari menor de Siracha. Després estudià a la Pontifici Ateneu Urbanià De Propaganda Fide de Roma, d'on obtingué una llicenciatura en filosofia i teologia. Mentre que estava a Roma va ser ordenat al presbiterat pel cardenal Grégoire-Pierre Agagianian el 20 de desembre de 1959.
En tornar a Tailàndia, Kitbunchu serví com a vicari i després com a rector a Bangham i després a Bangkok. També serví com a consultor arxidiocesà i com a rector del seminari metropolità de Bangkok entre 1965 i 1972.

### Carrera episcopal
El 18 de desembre de 1972, Kitbunchu va ser nomenat segon arquebisbe de Bangkok pel Papa Pau VI. Rebé la consagració episcopal el 3 de juny de 1973 de mans de l'arquebisbe Joseph Khiamsun Nittayo, amb els bisbes Lawrence Thienchai Samanchit i Michel-Auguste–Marie Langer, MEP servint com a co-consagradors. Serví com a President de la Conferència Episcopal Tailandesa en quatre ocasions: entre 1979 i 1982; entre 1985 i 1991; entre 1994 i 1997 i de nou entre el 2000 i el 2006.
El papa Joan Pau II el creà cardenal al consistori del 2 de febrer de 1983, amb el títol de cardenal prevere de S. Lorenzo in Panisperna. Va ser el primer tailandès en ingressar al Col·legi cardenalici. Kitbunchu va ser un dels cardenals electors que van participar en el conclave de 2005, on s'escollí el Papa Benet XVI.
Rebutjà celebrar misses de funeral pels traficants de drogues, dient que aquest gent «destrueix la societat» i realitza «accions d'assassinat indirecte». Expressà a seva oposició a l'avortament afirmant que «l'avortament és un gran crim, perquè aquell que ha de protegir el nen al seu ventre esdevé qui el destrueix.»
Durant la crisi política del 2006 al seu país, Kitbunchu demanà unitat, afirmant que «tots els tailandesos som patriotes i volem que el país progressi i es desenvolupi en tots els camps, però ara la crisi política ha destorbat i preocupat la gent» També demanà als tailandesos que «corregissin allò que està malament i perdonessin els altres»
Des del 25 de gener de 2009, en complir els 80 anys, va perdre el dret de participar en un conclave. Kitbunchu dimití del seu càrrec d'arquebisbe de Bangkok el 14 de maig de 2009. En el moment del seu retir, era el cap actiu d'una arxidiòcesi de ritu llatí de més edat.
A més del seu tailandès nadiu, també parla anglès, italià, francès, xinès i llatí.

## Honors
Gran Creu de cavaller de l'orde de Direkgunabhorn